# 제임스 호너
제임스 로이 호너(James Roy Horner, 1953년 8월 14일 ~ 2015년 6월 22일)는 미국의 영화 음악 작곡가이다. 그는 영화 음악 작곡에서 합창곡과 전자 음악적 요소를 혼합한 것으로 유명했고, 켈틱 음악 역시 자주 사용하였다.
그는 100여개 이상의 영화 음악을 작곡하였다. 그 중에는 멜 깁슨, 제임스 카메론, 론 하워드와 같은 감독들의 작품도 포함되어 있다. 잘 알려진 제임스 카메론 감독의 타이타닉 ost 또한 제임스 호너의 손을 거친 곡이다. 하지만 2015년 6월 22일 경비행기 추락 사고로 안타깝게 세상을 떠났다.

## 작품목록

### 연주회용 작품
- 러들로(Ludlows)
- 숲길(A Forest Passage), (관현악곡) (2000년)
- 비행 시곡(Flight), (관현악을 위한 시곡)
- 최초의 비행(First in Flight) (2악장의 관현악곡)
- 공허한 미광(Spectral Shimmers), (1978년)
- 병첩협주곡 (4대의 호른을 위한 협주곡) (Collage Concerto)
- 이중협주곡 다단조

### 1980년대
- 1982 48시간 (48 Hrs.)
- 1982 스타 트렉 2: 칸의 역습 (Star Trek II: The Wrath of Khan)
- 1983 고르키 파크 (Gorky Park)
- 1984 스타 트렉 3: 스포크를 찾아서 (Star Trek III: The Search for Spock)
- 1985 코만도 (Commando)
- 1986 아메리칸 테일 (An American Tail)
- 1986 에이리언 2 (Aliens)
- 1988 윌로우 (Willow)
- 1989 꿈의 구장 (Field of Dreams)
- 1989 영광의 깃발 (Glory)
- 1989 애들이 줄었어요 (Honey, I Shrunk the Kids)

### 1990년대
- 1990 바람둥이 길들이기 (I Love You to Death)
- 1994 가을의 전설 (Legends of the Fall)
- 1995 쥬만지 (Jumanji)
- 1995 아폴로 13 (Apollo 13)
- 1995 브레이브 하트 (Braveheart)
- 1996 랜섬 (Ransom)
- 1997 타이타닉 (Titanic)
- 1998 마스크 오브 조로 (The Mask of Zorro)
- 1998 마이티 조 영 (Mighty Joe Young)
- 1998 딥 임팩트 (Deep Impact)
- 1999 바이센테니얼 맨 (Bicentennial Man)

### 2000년대
- 2001 뷰티풀 마인드 (A Beautiful Mind)
- 2001 에너미 앳 더 게이트 (Enemy at the Gate)
- 2003 모래와 안개의 집 (House of Sand and Fog)
- 2004 트로이 (Troy)
- 2006 아포칼립토 (Apocalypto)
- 2009 아바타 (Avatar)
- 2012 어메이징 스파이더맨 (The Amazing Spider-Man)
- 2015 사우스포 (Southpaw)
- 2016 매그니피센트 7 (The Magnificent Seven)